# Palavras Ocultas
As Palavras Ocultas ou em Árabe Kalimát-i-Maknúnih (کلمات مکنونه) é um livro escrito por volta de 1857 por Bahá'u'lláh, fundador da Fé Bahá'í.
As Palavras ocultas é a reunião de curtas citações, cujo objetivo é transferir a essência espiritual da verdade através da reflexão. Bahá'u'lláh escreveu 71 citações em Árabe e outras 82 em Persa. 'Abdu'l-Bahá, filho de Bahá'u'lláh, recomenda que os Bahá'ís leiam algumas Palavras Ocultas cada manhã e noite, e que implemente esta sabedoria latente em suas vidas diárias. Ele também atribui As Palavras Ocultas como "um tesouro de mistérios divinos" e quem quer que pondere sobre seu significado, "as portas dos mistérios serão abertas."

## Texto
Cada passagem inicia-se com uma invocação, sendo a mesma em várias. Uma invocação comum é "Ó Filho do Espírito!" ou "Ó Filho do Homem". As Palavras Ocultas simbolizam uma conversação de Deus para o ser humano, como se Deus fosse a primeira pessoa que dirige Sua palavra à humanidade.

### Algumas Palavras Ocultas
Ó FILHO DO ESPÍRITO!
Meu primeiro conselho é este: Possui um coração puro, bondoso e radiante, para que seja tua uma soberania antiga, imperecível e eterna.
Ó FILHO DO HOMEM!
Amei tua criação; por isso te criei. Ama-Me, pois, para que Eu possa mencionar teu nome, e te inundar a alma com o espírito da vida.
Ó FILHO DO SER!
Ama-Me, a fim de que Eu te possa amar. Se não Me amas, de modo algum pode o Meu amor te atingir. Sabe isto, ó servo!
Ó FILHO DO  HOMEM!
Tu és Meu domínio, e Meu domínio não perece; por que temes perecer? És Minha luz, e Minha luz jamais se extinguirá; por que receias extinção? És Minha glória, e Minha glória não se esvaece; és Minha vestimenta, e Minha vestimenta jamais se desgastará.  Permanece firme, pois, em teu amor por Mim, a fim de me encontrares no Reino da Glória.